# Donis Avdijaj
Donis Avdijaj (ur. 25 sierpnia 1996 w Osnabrücku) – kosowski piłkarz niemieckiego pochodzenia występujący na pozycji napastnika w cypryjskim klubie AEL Limassol oraz w reprezentacji Kosowa. Wychowanek VfL Osnabrück, w trakcie swojej kariery grał także w takich zespołach, jak Schalke 04, Sturm Graz, Roda JC Kerkrade, Willem II Tilburg, Trabzonspor, Heart of Midlothian oraz Emmen. Młodzieżowy reprezentant Niemiec.